# Женская сборная Канады по флорболу
Женская национальная сборная Канады по флорболу — представляет Канаду на международных соревнованиях по флорболу. Управляющей организацией является Ассоциация флорбола Канады (англ. Floorball Canada).

## Результаты выступлений

### Чемпионаты мира
| Год        | Победы         | Ничьи          | Поражения      | Место          |
| ---------- | -------------- | -------------- | -------------- | -------------- |
| 1997—2005  | не участвовали | не участвовали | не участвовали | не участвовали |
| 2007       | 1              | 2              | 2              | 17             |
| 2009       | 1              | 0              | 4              | 19             |
| 2011       | не участвовали | не участвовали | не участвовали | не участвовали |
| 2013       | 3              | 0              | 2              | 13             |
| 2015—н. в. | не участвовали | не участвовали | не участвовали | не участвовали |